# آنوسیمپاریهی
آنوسیمپاریهی (به لاتین: Anosimparihy) یک منطقهٔ مسکونی در ماداگاسکار است که در مننجری واقع شده‌است. آنوسیمپاریهی ۱۰٬۰۰۰ نفر جمعیت دارد و ۶۵ متر بالاتر از سطح دریا واقع شده‌است.